# پیترو تریپولی
پیترو طرابلس (انگلیسی: Pietro Tripoli؛ زادهٔ ۲۶ فوریهٔ ۱۹۸۷) بازیکن فوتبال اهل ایتالیا است.
از باشگاه‌هایی که در آن بازی کرده‌است می‌توان به باشگاه فوتبال آسکولی، باشگاه فوتبال پارما، باشگاه فوتبال پیستویزه، باشگاه فوتبال پالرمو، باشگاه فوتبال پرو ورچلی، و باشگاه فوتبال وارزه اشاره کرد.